# Peggy McLean
Peggy McLean (* um 1926; † 2013) war eine amerikanische Tischtennisspielerin. Bei der Weltmeisterschaft 1949 gewann sie mit der amerikanischen Mannschaft Gold.

## Werdegang
Gefördert und trainiert wurde Peggy McLean vom viermaligen amerikanischen Meister Louis Pagliaro. 1948 gewann sie die Offene Amerikanische Meisterschaft und auch die Offene Kanadische Meisterschaft im Einzel. 1949 und 1951 wurde sie für die Teilnahme an den Weltmeisterschaften nominiert. Erfolgreich verlief die WM 1949. Hier gewann sie im Mixed mit Martin Reisman Bronze, mit der amerikanischen Damenmannschaft wurde sie sogar Weltmeister, indem das ungarische Team im Endspiel mit 3:1 besiegt wurde.
Im Juli 1949 wurde sie in der ITTF-Weltrangliste auf Platz zwei geführt.

## Privat
1949 heiratete Peggy McLean den Schweden Elis Folke.

## Turnierergebnisse
| Verband | Veranstaltung     | Jahr | Ort       | Land | Einzel    | Doppel    | Mixed      | Team |
| ------- | ----------------- | ---- | --------- | ---- | --------- | --------- | ---------- | ---- |
| USA     | Weltmeisterschaft | 1951 | Wien      | AUT  | letzte 16 | letzte 32 | letzte 32  | 7    |
| USA     | Weltmeisterschaft | 1949 | Stockholm | SWE  | letzte 64 | letzte 32 | Halbfinale | 1    |